# 山田勝彦 (野球)
山田 勝彦（やまだ かつひこ、1969年7月2日 - ）は、愛知県名古屋市熱田区出身の元プロ野球選手（捕手、右投右打）、コーチ。現在は北海道日本ハムファイターズのバッテリーコーチを務める。

## 経歴

### プロ入り前
中学時代は陸上部に所属し、投てき種目（ソフトボール投）でジュニアオリンピックに出場。野球はシニアチームに所属していた。東邦高校では2年生の時、1986年春の選抜大会に控え投手として出場。1回戦で坊西浩嗣のいた岡山南高に敗退するが、この試合でリリーフとして甲子園初登板を果たす。同年夏の甲子園県予選でも左翼手として決勝に進むが、エース近藤真一を擁する享栄高に完封負け。3年生からは捕手に転向、1987年夏の甲子園県予選決勝では後藤孝次を打の主軸とする中京高に敗退。高校通算24本塁打を放った。高校2年下に山田喜久夫がいた。
1987年のNPBドラフト会議で阪神タイガースから3位指名を受け、入団。

### プロ入り後
1989年にプロ初出場を果たす。
1991年からは出場機会が増え、打率1割台と打撃には苦しんだが、プロ初本塁打を含む2本塁打を記録した。
1992年には正捕手として投手陣をリードし、チームのセントラル・リーグ2位躍進に貢献。打撃では打率.204と苦しんだが、本塁打は前年を上回る4本を記録した。
1993年以降は関川浩一に正捕手の座を譲るが、1996年と1997年は再び正捕手としてそれぞれ99試合、92試合に出場。
しかし1998年、関川・久慈照嘉との2対2の交換トレードで大豊泰昭とともに中日ドラゴンズから移籍した矢野輝弘に正捕手の座を奪われ、再度控えに回る。
2000年は45試合、102打席ながら打率.319と自身初の3割を記録する。同年8月24日のヤクルトスワローズ戦（大阪ドーム）では延長14回二死一・二塁の打席で高橋一正からプロ初のサヨナラ安打を放つ。
2001年も打率.276を記録し、矢野の控えではあったが存在感を示した。
2002年は正捕手の矢野が故障離脱をしたため在籍捕手の中では最多の34試合に先発マスクを被ったが打率.155と低迷する。同年のシーズンオフ、監督の星野仙一による「血の入れ替え」と言われた大胆なチーム再編成によって下柳剛・中村豊との複数トレードで、伊達昌司と共に日本ハムファイターズに移籍した。
日本ハム移籍1年目の2003年は、正捕手である髙橋信二の控えとして24試合に先発出場したのを含め40試合に出場したが、同年オフに右肘の手術をした影響で2004年は3試合、2005年は1試合の出場に終わり、この年限りで現役を引退した。

### 現役引退後

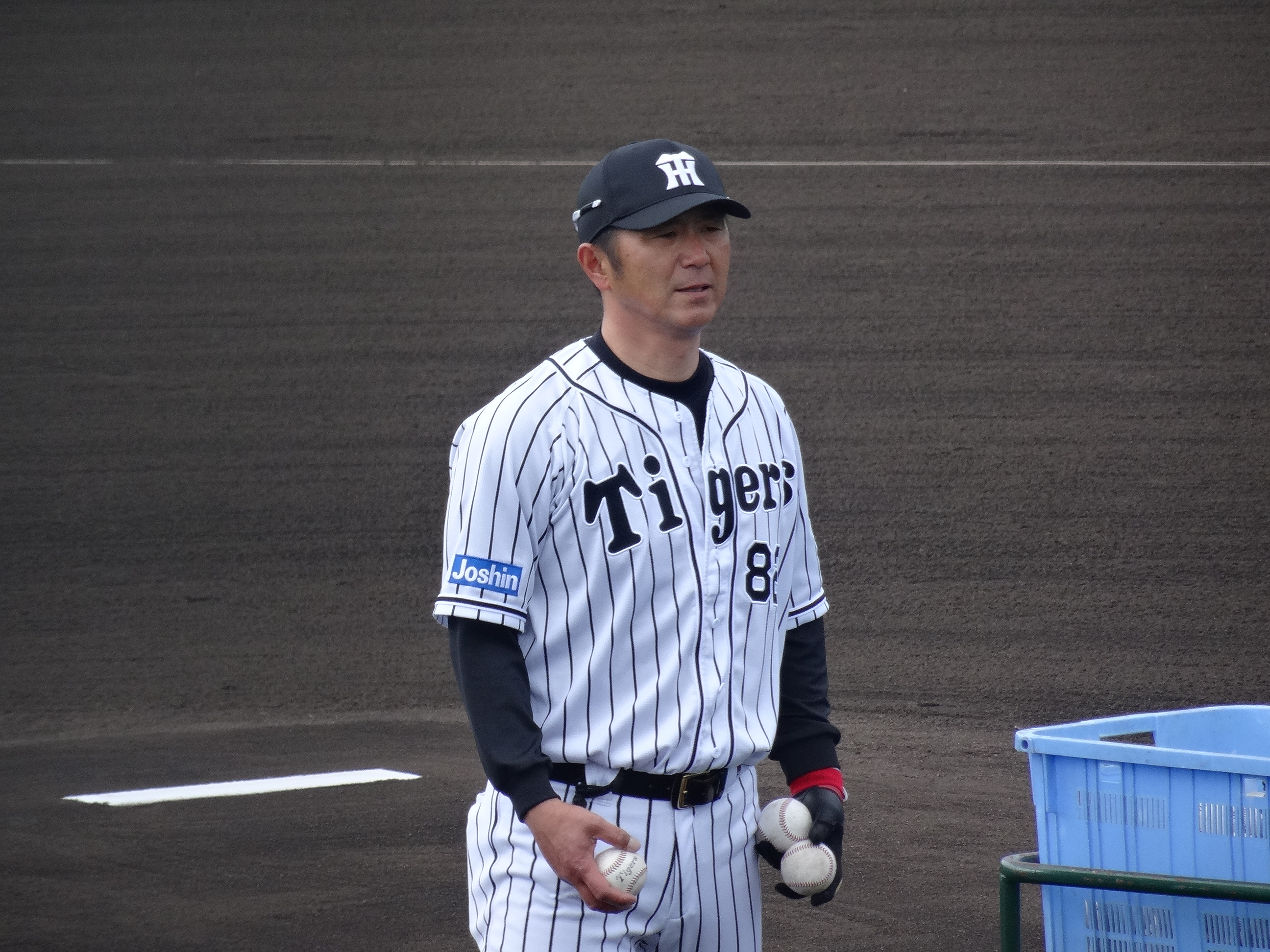
阪神コーチ時代（2016年3月20日 阪神鳴尾浜球場にて）

現役引退後は日本ハム球団側から二軍バッテリーコーチ就任の要請があったが、これを辞退。
2006年、阪神時代の監督である野村克也を慕って東北楽天ゴールデンイーグルスの一軍バッテリーコーチに就任、2010年まで務めた。
2011年から2012年までオリックス・バファローズの一軍バッテリーコーチを務めた。
2013年からは古巣・阪神の一軍バッテリーコーチに就任、2016年からは二軍バッテリーコーチに配置転換される。2018年からは再び一軍バッテリーコーチ、2019年からは再び二軍バッテリーコーチを務めた。また、試合中は一塁ベースコーチも兼任した。2021年シーズンをもって阪神を退団。
2022年からは阪神時代から公私ともに親交の深い新庄剛志が監督を務める日本ハムで一軍バッテリーコーチを務める。6月19日の千葉ロッテマリーンズ戦（札幌ドーム）の試合後に敗戦の悔しさからベンチ裏で壁を蹴り、右足甲を骨折したため一時離脱し、6月28日に復帰した。7月19日、新庄をはじめとした監督・コーチ陣、一部の選手による新型コロナ集団感染により、同日から対オリックス戦では新庄に代わり監督代行を務めたが翌日の20日に山田自身も感染が判明し1日だけの監督代行となった。そのため、20日からは二軍監督の木田優夫が急遽一軍に合流して監督代行の代行を務めた。2024年は田宮裕涼をブレイクさせた。

## 人物・選手としての特徴

### ヤクルト戦での大乱闘
1996年6月29日、ヤクルト戦の古田敦也の打席で嶋田哲也が古田の頭部付近にビーンボール球を4球続けて投げたことで古田が嶋田に激怒し歩みよる。そこで古田を制止しようとした山田に古田が放り上げたバットが山田に当たったことから山田も激高し応酬してしまい、両チーム入り乱れての大乱闘に発展した。山田と古田は乱闘の当事者として退場処分を受け、当試合は警告試合となった。また山田は乱闘で古田に投げられたのと同時に、阪神時代の同僚であったトーマス・オマリーに突進され、ヘンスリー・ミューレンスからはアッパーを喰らう（オマリー、ミューレン共々退場にはなっていない）など悲惨な結果となった。山田曰く、「古田がインサイドをえげつなく投手に要求してくるからその報復の意味もあった」と後に語っている。またこのシーンはこの年の珍プレー番組でも取り上げられた。

### その他
楽天コーチ時代には嶋基宏、オリックスコーチ時代には伊藤光、阪神コーチ時代には梅野隆太郎と、後にゴールデングラブ賞を受賞する選手を指導した。
阪神時代の監督である野村は、山田を真面目な性格だと人間性を評価し楽天のコーチとしても期待していたという。

## 詳細情報

### 年度別打撃成績
| 年 度      | 球 団      | 試 合 | 打 席 | 打 数 | 得 点 | 安 打 | 二 塁 打 | 三 塁 打 | 本 塁 打 | 塁 打 | 打 点 | 盗 塁 | 盗 塁 死 | 犠 打 | 犠 飛 | 四 球 | 敬 遠 | 死 球 | 三 振 | 併 殺 打 | 打 率 | 出 塁 率 | 長 打 率 | O P S |
| ---------- | ---------- | ----- | ----- | ----- | ----- | ----- | -------- | -------- | -------- | ----- | ----- | ----- | -------- | ----- | ----- | ----- | ----- | ----- | ----- | -------- | ----- | -------- | -------- | ----- |
| 1989       | 阪神       | 1     | 1     | 1     | 0     | 0     | 0        | 0        | 0        | 0     | 0     | 0     | 0        | 0     | 0     | 0     | 0     | 0     | 0     | 0        | .000  | .000     | .000     | .000  |
| 1991       | 阪神       | 66    | 166   | 149   | 14    | 19    | 4        | 0        | 2        | 29    | 6     | 0     | 0        | 6     | 1     | 10    | 1     | 0     | 41    | 3        | .128  | .181     | .195     | .376  |
| 1992       | 阪神       | 114   | 340   | 313   | 17    | 64    | 12       | 0        | 4        | 88    | 31    | 0     | 1        | 9     | 3     | 14    | 8     | 1     | 81    | 7        | .204  | .239     | .281     | .520  |
| 1993       | 阪神       | 63    | 115   | 108   | 7     | 19    | 3        | 0        | 0        | 22    | 2     | 0     | 0        | 4     | 0     | 2     | 2     | 1     | 31    | 1        | .176  | .198     | .204     | .402  |
| 1994       | 阪神       | 58    | 114   | 103   | 8     | 21    | 2        | 0        | 3        | 32    | 8     | 2     | 0        | 4     | 1     | 6     | 0     | 0     | 17    | 1        | .204  | .245     | .311     | .556  |
| 1995       | 阪神       | 30    | 19    | 16    | 0     | 1     | 0        | 0        | 0        | 1     | 0     | 0     | 0        | 1     | 0     | 2     | 0     | 0     | 7     | 0        | .063  | .167     | .063     | .229  |
| 1996       | 阪神       | 99    | 301   | 274   | 19    | 52    | 9        | 0        | 2        | 67    | 18    | 0     | 0        | 6     | 3     | 17    | 4     | 1     | 52    | 9        | .190  | .237     | .245     | .482  |
| 1997       | 阪神       | 92    | 238   | 214   | 14    | 56    | 16       | 0        | 4        | 84    | 21    | 0     | 0        | 6     | 0     | 17    | 2     | 1     | 37    | 7        | .262  | .319     | .393     | .711  |
| 1998       | 阪神       | 69    | 146   | 138   | 4     | 28    | 2        | 0        | 0        | 30    | 6     | 0     | 0        | 0     | 1     | 6     | 1     | 1     | 26    | 5        | .203  | .240     | .217     | .457  |
| 1999       | 阪神       | 21    | 39    | 35    | 2     | 5     | 1        | 0        | 0        | 6     | 0     | 0     | 0        | 3     | 0     | 1     | 0     | 0     | 8     | 2        | .143  | .167     | .171     | .338  |
| 2000       | 阪神       | 45    | 102   | 94    | 6     | 30    | 4        | 1        | 2        | 42    | 11    | 0     | 0        | 4     | 1     | 2     | 2     | 1     | 21    | 2        | .319  | .337     | .447     | .784  |
| 2001       | 阪神       | 54    | 147   | 134   | 14    | 37    | 7        | 0        | 2        | 50    | 10    | 0     | 2        | 4     | 1     | 7     | 2     | 1     | 31    | 8        | .276  | .315     | .373     | .688  |
| 2002       | 阪神       | 39    | 106   | 97    | 9     | 15    | 3        | 0        | 1        | 21    | 9     | 0     | 0        | 3     | 0     | 6     | 2     | 0     | 21    | 6        | .155  | .204     | .216     | .420  |
| 2003       | 日本ハム   | 40    | 82    | 77    | 7     | 13    | 1        | 0        | 1        | 17    | 8     | 1     | 0        | 2     | 0     | 3     | 0     | 0     | 15    | 3        | .169  | .200     | .221     | .421  |
| 2004       | 日本ハム   | 3     | 0     | 0     | 0     | 0     | 0        | 0        | 0        | 0     | 0     | 0     | 0        | 0     | 0     | 0     | 0     | 0     | 0     | 0        | ----  | ----     | ----     | ----  |
| 2005       | 日本ハム   | 1     | 0     | 0     | 0     | 0     | 0        | 0        | 0        | 0     | 0     | 0     | 0        | 0     | 0     | 0     | 0     | 0     | 0     | 0        | ----  | ----     | ----     | ----  |
| 通算：16年 | 通算：16年 | 795   | 1916  | 1753  | 121   | 360   | 64       | 1        | 21       | 489   | 130   | 3     | 3        | 52    | 11    | 93    | 24    | 7     | 388   | 54       | .205  | .247     | .279     | .526  |

### 記録
初記録
- 初出場：1989年10月15日、対横浜大洋ホエールズ25回戦（阪神甲子園球場）、7回裏に高村洋介の代打として出場
- 初先発出場：1991年6月23日、対ヤクルトスワローズ13回戦（札幌市円山球場）、8番・捕手として先発出場
- 初安打・初打点：1991年6月30日、対ヤクルトスワローズ16回戦（阪神甲子園球場）、8回裏に金沢次男から
- 初本塁打：1991年7月2日、対横浜大洋ホエールズ9回戦（阪神甲子園球場）、5回裏に斉藤明夫からソロ
- 初盗塁：1994年6月5日、対中日ドラゴンズ10回戦（阪神甲子園球場）、8回裏に二盗（投手：小島弘務、捕手：矢野輝弘）

### 背番号
- 61（1988年 - 1991年）
- 35（1992年、2005年）
- 27（1993年 - 2002年）
- 24（2003年 - 2004年）
- 70（2006年 - 2010年）
- 72（2011年 - 2012年、2022年 - ）
- 82（2013年 - 2021年）